# B4U (chaîne de télévision)
 (juillet 2024).
B4U également connue sous le nom de B4U Entertainment ou B4U TV était une chaîne de télévision par satellite indienne lancée le 3 septembre 2000.
La programmation de B4U Entertainment comprenait de nombreux genres de programmes télévisés, notamment des drames familiaux mettant en vedette des protagonistes féminines, des séries comiques et des émissions mettant en vedette des célébrités de Bollywood.

## La programmation
Remarque : Voici une liste des programmes diffusés par B4U TV au moment de leur diffusion. Certaines de ces émissions ont également été rediffusées sur d'autres chaînes de télévision indiennes.
| Année     | En série   | Casting | Nombre total d'épisodes | Directeur                     | Genre |
| --------- | ---------- | --- | ----------------------- | ----------------------------- | ----- |
| 2000-2001 | Tanhaiyaan | Anju Mahendru, Mohan Bhandari, Shama Deshpande, Radhika Menon, Natasha Sinha, Rajeev Paul, Naresh Suri, Gauri Karnik, Poonam Narula, Kanchan Mirchandani, Rajeev Gupta, Anita Wahi, Shishir Sharma, Saroj Bhargav, Balvinder Singh, Gayatri, Sunil Dhawan, Veena Kapoor, Rohit Bakshi, Madhu Amli, Sahil Chaddha, Vivek Mushran, Ravee Gupta, Anant Jog        | 42                      | Chitrath                      | Drame |
| 2000-2001 | Sukanya    | Rupali Ganguly, Shishir Sharma, Gauri Karnik, Anju Mahendru, Sushmita Daan, Rakesh Paul, RS Chopra, Dash Saxena, Manav Kaul, Hiten Tejwani, Hussain Kuwajerwala, Rohit Bakshi | 150                     | Sanjay Surkar <br /> Ravi Raj | Drame |
| 2000-2001 | Khushi     | Mohan Joshi, Lillete Dubey, Sangeeta Ghosh, Aarati Murjhani, Kamalakar Sontakke, Seema Bhargav, Sujata Vaishnav, Neha Pendse, Gargi Patil, Radhika Menon, Siraj Khan, Pawan Malhotra, Mandeep Bhandar, Romi Jaspal, Abhay Chopra, Anita Wahi, Vinod Raut, Mitul Bhattacharya, Vijay Anand, SM Zaheer, Sarosh Khan, Vandana Sajnani, Madhumalati Kapoor, Shamal | 36                      | Lekh Tandon                   | Drame |

- Anupamaa
- Apné Paraye
- Bahuraniyaan
- Clubs 10
- Dahshat
- Double Sawari
- En conversation avec Zeenat
- Kinare Miltey Nahin
- Manthan
- Papa
- Karz Pichhle Janam Ka
- Rehnuma
- Rishta Kachche Dhaagon Kaa
- Saas Pe Sava Saas
- Sangharsh
- Morsure d'étoile
- Thoda Sa Gum Thodi Khushi